# Institut Alberta Schweitzera
Institut Alberta Schweitzera (původně Albert Schweitzer Memorial Foundation) je nezisková organizace, která nese jméno nositele Nobelovy ceny za mír Alberta Schweitzera. Dle svých prohlášení se snaží zmírnit utrpení a nespravedlnost ve světě a vytvořit lepší životní podmínky pro všechny obyvatele Země.
Institut byl založen v roce 1984. Realizuje mezinárodní programy, které spojují etiku, vzdělání a dobrovolnou činnost. Programy jsou převážně zaměřeny na zdravotní péči. Jedním z cílů institutu je zvýšení obecného povědomí o filosofii Alberta Schweitzera a její využití pro zlepšování životní úrovně lidstva. Institut organizuje konference, přednášky a semináře, sponzoruje asociace poskytující humanitární pomoc.